# فراشات حقيقية
الفراشات الحقيقية أو فوق فصيلة بابيليونويديا (الاسم العلمي: Papilionoidea) هو فيلق من الحشرات يتبع رتيبة ذوات الخرطوم من رتبة حرشفيات الأجنحة.

## فصائل
- حورائيات

## أجناس
- المورفة